# Ibrahima Maïga
Ibrahima Abdoulaye Maïga (* 14. März 1979 in Sareyamou) ist ein ehemaliger malischer Leichtathlet.

## Sport
Maïga nahm an den Olympischen Sommerspielen 2004 in Athen und den Olympischen Sommerspielen 2008 in Peking über 400 Meter Hürden teil. Sowohl 2004 als auch 2008 schied er jeweils im Vorlauf aus.
Außerdem nahm er an den Afrikameisterschaften 2004 in Brazzaville, den Weltmeisterschaften 2005 in Helsinki, den Afrikameisterschaften 2006 in Bambous, den Weltmeisterschaften 2007 in Osaka und den Afrikameisterschaften 2008 in Addis Abeba teil.